# Władimir Wasiljew (polityk)
Władimir Pietrowicz Wasiljew (ros. Владимир Петрович Васильев, ur. 10 września 1918 w Debalcewem, zm. 9 kwietnia 1978 w Uljanowsku) – radziecki polityk.

## Życiorys
W 1935 ukończył technikum mechaniczne i podjął studia w Charkowskim Instytucie Inżynierów Transportu Kolejowego, później pracował w fabryce parowozów w Pietrozawodsku. Od 1942 członek WKP(b), sekretarz komitetu WKP(b) stacji kolejowej w obwodzie leningradzkim, 1945-1946 I sekretarz Komitetu Miejskiego WKP(b) w Tichwinie, 1946-1949 słuchacz Wyższej Szkoły Partyjnej przy KC WKP(b). Od 1949 I sekretarz Stalińskiego Komitetu Rejonowego WKP(b) w Uljanowsku, kierownik Wydziału Propagandy i Agitacji Komitetu Obwodowego KPZR w Uljanowsku, od 1958 do stycznia 1960 II sekretarz Uljanowskiego Komitetu Miejskiego KPZR. Od 16 marca 1961 do grudnia 1962 przewodniczący Komitetu Wykonawczego Uljanowskiej Rady Obwodowej, od stycznia 1963 do grudnia 1964 I sekretarz Uljanowskiego Przemysłowego Komitetu Obwodowego KPZR, od 16 grudnia 1964 do końca życia ponownie przewodniczący Komitetu Wykonawczego Uljanowskiej Rady Obwodowej.

## Odznaczenia
- Order Lenina
- Order Rewolucji Październikowej
- Order Czerwonego Sztandaru Pracy (trzykrotnie)
- Order Czerwonej Gwiazdy